# Kalliyoor
Kalliyoor es una ciudad censal situada en el distrito de Thiruvananthapuram en el estado de Kerala (India). Su población es de 40816 habitantes (2011). Se encuentra a 11 km de Thiruvananthapuram y a 80 km de Kollam.

## Demografía
Según el censo de 2011 la población de Kalliyoor era de 40816 habitantes, de los cuales 20078 eran hombres y 20738 eran mujeres. Kalliyoor tiene una tasa media de alfabetización del 93,57%, inferior a la media estatal del 94%: la alfabetización masculina es del 95,35%, y la alfabetización femenina del 91,87%.